# コミスブロート
コミスブロート（ドイツ語: Kommissbrot、ドイツ語: Kommißbrot）は、ドイツの軍用パンである。

## 概要

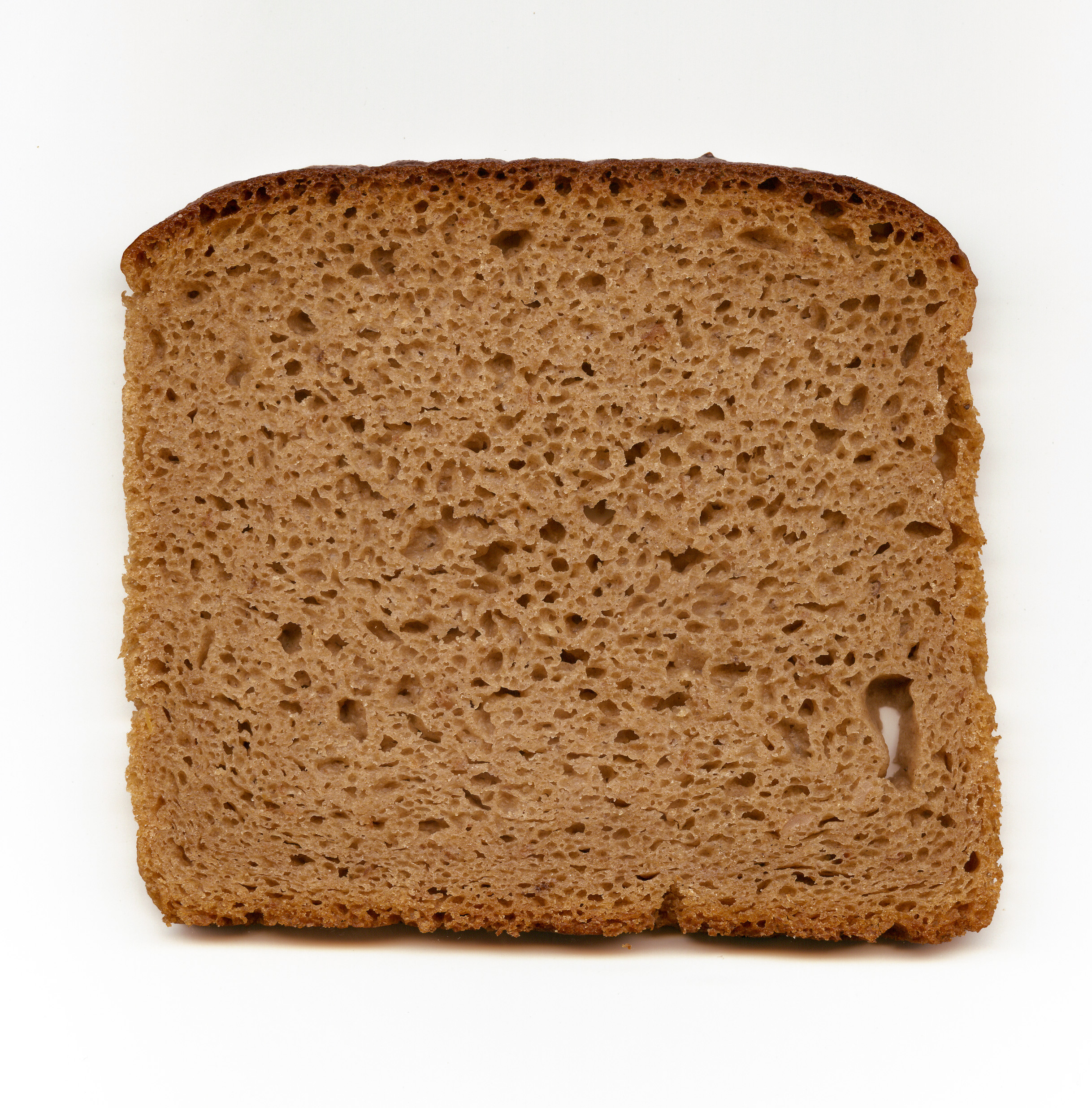
コミスブロートの断面

コミスブロート（ドイツ語: Kommissbrot、旧称: Kommißbrot）は、ライ麦粉と小麦粉を主原料とするドイツのパンで、16世紀から軍隊の糧食として発展した。「コミス」は「軍隊」や「補給」を意味し、第一次世界大戦および第二次世界大戦ではドイツ軍の主食として大量生産された。高い栄養価と長期保存性から戦地での兵士の生命線となり、現代ではドイツ連邦軍のレーションや民間のパン屋でも親しまれる。コミスブロートはドイツの「パンの国」文化を代表するが、戦闘糧食としては副食（缶詰肉、野菜）、菓子（チョコレート、キャンディ）、飲み物（代用コーヒー、茶）とともに、ドイツ兵の食卓を支えた。
本記事では、コミスブロートを中心に、ドイツ軍の戦闘糧食全般を解説する。ついでに、ソ連のおがくずパンと代用食についても記述する。

## 特徴

### コミスブロート
コミスブロートはライ麦粉（50～95%）と小麦粉をブレンドし、サワー種と酵母で発酵させる。表面は黒っぽく、内部は気泡を含むしっとりした食感。長方形の型で焼き、上面に硬いクラストが形成され、横断面は四角形。標準的な1.5kgのパンは、兵士1人に1日750gが支給された。ライ麦の酸味と重い食感が特徴で、薄くスライス（6～8mm）してシュマルツ（ラードスプレッド）やソーセージと食べられた。
戦時中の物資不足時には、ジャガイモ粉やおがくずを混ぜた「戦時パン（Kriegsbrot、K-brot、クリークスブロート）」が生産された。
保存性はサワー種とライ麦の低水分特性により、常温で2～4週間、缶詰で数年可能。缶詰コミスブロートは、戦地での携行に適している。

### 戦闘糧食全体
ドイツ軍の戦闘糧食は、コミスブロートを主食とし、副食、菓子、飲み物、嗜好品、その他の配給物で構成された。戦闘糧食（Eiserne Portionen、鉄の配給）は、フィールドキッチン（Gulaschkanone、グーラッシュ・カノーネ）からの温食が得られない場合に支給され、高カロリー（1日3600～4000kcal）、携行性、保存性を重視。戦時後期には物資不足で品質が低下し、兵士の不満を招いた。

## 歴史
- 起源（16世紀～19世紀）：コミスブロートは、ライ麦が豊富なドイツ北部で従軍兵士向けに開発。プロイセン王国時代（特に普仏戦争期、1870年代）には、ライ麦90～95%の重いパンが標準。資料が乏しく、農村のライ麦パンと補給記録から推定される。戦闘糧食はパンと塩漬け肉が中心で、保存性から軍の補給に欠かせなかった。
- 第一次世界大戦：食糧不足の中、コミスブロートは軍と民間の主食に。ライ麦80%、小麦20%のレシピが主流。1916年の「カブ飢饉」以降、ジャガイモ粉やおがくずを混ぜた「K-Brot」が登場し、消化不良が問題に。副食は缶詰牛肉やソーセージ、飲み物は代用コーヒー。1915年から配給制が導入された。
- 第二次世界大戦：戦闘糧食の生産が組織化され、軍の製パン中隊と民間業者が協力。コミスブロート1斤1.5kgが標準。副食は缶詰グーラッシュや魚、菓子はショカコーラが人気。1943年以降、物資不足で劣化版パンが増加。東部戦線では現地略奪も行われた。
- 戦後：ドイツ連邦軍では、500gの缶詰コミスブロートやEinmannpackung（EPa、アインマンパックング、個人用食糧パック）が採用。副食や菓子は多様化し、果物パウダーやチョコレートバーが含まれる。

カブの冬（ドイツ語: Steckrübenwinter、シュテックリューベン・ヴィンター、カブ飢饉）は、第一次世界大戦中の1916年11月～1917年2月にかけて、ドイツ帝国で発生した深刻な食糧危機を指す。この時期、ジャガイモの不作と連合国の海上封鎖により食糧供給が極端に不足し、カブ（通常は家畜の飼料）が市民の主食となったことからこの名が付けられた。栄養失調や病気の増加、死亡率の上昇を引き起こし、ドイツの戦時経済と民間生活に大きな影響を与えた。

### 背景
第一次世界大戦中、連合国の海上封鎖によりドイツの食糧輸入が大幅に制限された。1914年から1916年にかけて、食糧供給は約33%減少した。さらに、農業労働力の不足（徴兵による）や肥料不足（窒素が爆薬製造に転用されたため）が食糧生産を圧迫した。
1916年夏、悪天候によるジャガイモの不作が食糧危機を悪化させた。ジャガイモはドイツ人の主食の一つであり、その不足は深刻な問題となった。政府は代わりにカブを配給したが、カブは栄養価が低く、調理が難しい家畜飼料であったため、民衆の不満が高まった。

### 食糧危機とカブの役割
カブの冬の期間、ドイツの食糧配給は極めて制限された。1915年から導入されていた配給制度は、1916年4月にジャガイモ、5月にバターと砂糖、6月に肉を対象に拡大された。しかし、ジャガイモの不作により、カブが主食として配給された。カブはスープやパン（K-Brot）の材料として使用されたが、消化不良や栄養不足を引き起こした。
コミスブロート（ライ麦80%、小麦20%）は当初主食だったが、食糧不足が進むとジャガイモ粉やおがくずを混ぜたK-Brotが登場し、品質が低下した。副食として缶詰牛肉やソーセージ、飲み物としてドングリやチコリから作られた代用コーヒーが消費された。

### 影響
カブの冬はドイツの民間人に深刻な影響を及ぼした。1917年冬の1日あたりの配給カロリーは約1,000キロカロリーで、成人男性の必要量（約3,000キロカロリー）の3分の1以下だった。栄養失調により、特に女性の死亡率が急上昇し、1916年に11.5%、1917年に30%増加した。
食糧不足は社会不安を高め、黒市場が拡大した。食糧の5分の1から3分の1が闇市場で取引されたと推定されている。政府は1916年5月に戦争食糧局を設立し、配給を強化したが、危機を完全に緩和することはできなかった。

### 文化的記憶
カブの冬は、ドイツの戦争体験における苦難の象徴として記憶されている。カブは戦後のドイツ料理でほとんど食用にされなくなり、そのトラウマ的なイメージが残った。歴史家は、カブの冬がドイツの戦意低下や1918年の革命の一因となったと指摘している。
K-Brot（ドイツ語: Kriegsbrot、クリークスブロート、ケイ・ブロート、戦時パン）は、第一次世界大戦中のドイツ帝国で、食糧不足に対応して生産された粗悪なパンである。ライ麦や小麦に加え、ジャガイモ粉、砂糖ビート、おがくず（木粉）などの代用素材が使用された。軍隊だけでなく、民間人、特に労働者階級にも配給され、カブの冬（1916-1917年）の食糧危機下で主食として消費されたが、品質の低さから消化不良や不満を引き起こした。

### 概要
K-Brotは、第一次世界大戦中の連合国の海上封鎖と1916年のジャガイモ不作により、従来のコミスブロート（ライ麦80%、小麦20%）の生産が困難になったため開発された。典型的なレシピには、打撲ライ麦50%、砂糖ビート20%、木粉20%、刻んだ葉と藁10%が含まれた。おがくず（木粉）はかさ増しのために添加されたが、K-Brotの、栄養価は低く、消化が困難だった。

### 民間人への配給
K-Brotは軍隊だけでなく、民間人にも広く配給された。1915年から導入された配給制度により、1916年のカブの冬以降、都市部の労働者階級や貧困層に供給された。裕福な層は闇市場で高品質な食糧を入手できたため、K-Brotは主に経済的に困窮した民間人に消費された。
配給されたK-Brotは、クラストが不十分で味が悪く、消化不良を引き起こした。民衆はこれを「家畜の餌」と揶揄し、食糧不足への不満が高まった。特に女性や子供の栄養失調が深刻化し、1917年には女性の死亡率が30%増加した。

### 健康への影響
K-Brotの粗悪な材料、特におがくずやジャガイモ粉は、胃腸の問題や栄養不足を引き起こした。1日あたりの配給カロリーは1917年冬に約1,000キロカロリーで、成人男性の必要量（約3,000キロカロリー）の3分の1以下だった。これにより、消化不良や病気が増加し、民間人の健康状態が悪化した。

### 文化的意義
K-Brotは、第一次世界大戦中のドイツの食糧危機と民衆の苦難を象徴する存在となった。カブ冬とともに、戦意低下や1918年の革命の一因とされる。戦後、K-Brotは「戦争の過酷さ」を想起させる食品として、ドイツの食文化からほぼ消滅した。
おがくずパン（ドイツ語: Ersatzbrot、エアザッツブロート、代用パン）は、第二次世界大戦中のナチス・ドイツで、食糧不足に対応して生産された粗悪なパンである。ライ麦や小麦の不足から、ジャガイモ粉、ふすま、まれにセルロース（おがくずや木粉）が添加された。主に軍隊や捕虜収容所で消費され、民間人への配給は限定的だった。第一次世界大戦のK-Brotと比べ、おがくずの使用は少なく、伝説的・誇張された側面がある。

### 概要
おがくずパンは、第二次世界大戦中の1943年以降、東部戦線の敗北や連合国の海上封鎖により食糧供給が悪化した時期に登場した。標準的なコミスブロート（ライ麦と小麦のサワードウパン、1斤約3000kcal）は、物資不足で生産が困難になり、代用素材を使用した劣化版パンが製造された。おがくず（木粉）や食用セルロースは、かさ増しのために添加されたが、栄養価が低く（1斤約1800～2000kcal）、消化不良を引き起こした。
食用セルロースは、高純度の木材パルプから製造される。食用セルロース（微結晶セルロース、セルロースパウダーなど）は、植物由来の食物繊維の一種であり、人間の消化酵素（アミラーゼやプロテアーゼなど）では分解できない。セルロースのβ-1,4-グルコシド結合を分解するには、セルラーゼという酵素が必要だが、ヒトの体内にはこの酵素が存在せず、セルロースを代謝できないため、栄養価はほぼゼロであり、エネルギー源（カロリー）や栄養素（ビタミン、ミネラルなど）として機能しない。しかし、かさがあるため、食事の満足感を高める場合がある（ダイエット食品に利用される）。
また、かつては、おがくず（木粉）は実際に料理に使われていた。特に18世紀には、欧州のパン屋は、おがくずを焼き菓子などにコスト削減のために混入していた。

### 軍隊
ドイツ軍では、コミスブロートが標準的な携帯食だったが、1943年以降、補給線の崩壊で粗悪なパンが配給された。特に東部戦線では、ジャガイモ粉、ふすま、まれにセルロースを含むパンが供給され、兵士の不満が高まった。これらは「木の味がする」と揶揄された。

### 捕虜収容所
捕虜収容所、特にソ連捕虜や強制労働者向けには、栄養価の低いおがくずパンが配給された。1日あたり300～700kcalのスープやパン（ふすま、おがくず、セルロース）で、飢餓が死亡の主要因だった。生存者の証言では、「パンは木屑のようだった」と報告されている。西側捕虜（英米兵）は赤十字の支援で比較的良好な食糧を受けた。

### 民間人
民間人へのおがくずパンの配給は限定的だった。1943年以降、都市部の貧困層にジャガイモ粉やふすまを多用した粗悪なパンが配給されたが、明確なおがくずの使用はまれで、ふすまやセルロースと混同された可能性がある。裕福な層は闇市場で高品質な食糧を入手し、農村部は自給自足で危機を回避した。

### 健康への影響
おがくずパンは、栄養価が低く消化が困難で、胃腸疾患や栄養失調を引き起こした。捕虜収容所では、ソ連捕虜の約58%（570万人中330万人）が飢餓や関連疾患で死亡。民間人では、1944-1945年にビタミン不足（例：壊血病）が報告されたが、おがくずパンよりジャガイモやカブの不足が主因だった。

### 歴史的・文化的意義
おがくずパンは、第二次世界大戦の過酷さを象徴する逸話として語り継がれるが、実際の使用は第一次世界大戦のK-Brotほど広範ではなかった。戦後の文献やオンライン文化（例：再現レシピ）で誇張され、ふすまやセルロースが「おがくず」と誤解された可能性がある。戦後、ドイツの食文化からおがくずパンは消滅し、経済復興で高品質なパンが復活した。

## 第一次・第二次世界大戦中のドイツの食糧事情

### 概要
第一次世界大戦（1914年～1918年）および第二次世界大戦（1939年～1945年）中、ドイツは総力戦と連合国の経済封鎖により深刻な食糧不足に直面した。両大戦とも配給制度が導入され、代用食や闇市が普及したが、第一次大戦の「カブの冬」や第二次大戦の占領地略奪など、異なる特徴が見られた。

### 第一次世界大戦中の食糧事情

#### 背景
戦前、ドイツは穀物や肉の約3分の1を輸入に依存していた。しかし、連合国（特にイギリス海軍）の北海封鎖により、食糧や原材料の輸入がほぼ途絶。農業労働力も徴兵により減少し、生産が低下した。

#### 状況
1915年から食糧配給制度が導入され、パン、ジャガイモ、肉、砂糖などが制限された。1916～1917年の「カブの冬」では、ジャガイモの不作と輸送難により、飼料用のカブが主食となった。代用食（ノコギリ屑入りパン、チコリや大麦の代用コーヒー）が普及し、都市部では1日1000～1500キロカロリー程度しか摂取できない状況が続いた。闇市場や物々交換が活発化し、農村部から都市への食糧供給も不足した。

#### 影響
栄養失調による死亡者が数十万人に上り、子供や高齢者が特に影響を受けた。食糧不足は民衆の不満を高め、1918年のドイツ革命の要因の一つとなった。この経験は、第二次大戦の食糧政策に影響を与えた。

### 第二次世界大戦中の食糧事情

#### 背景
第一次大戦の教訓から、ナチス・ドイツは1939年の開戦直後に配給制度を導入。戦前から自給自足を目指す「農業戦闘（Erzeugungsschlacht、エルツォイグングス・シュラハト）」政策を推進したが、依然として輸入依存度は高かった。連合国の海上封鎖と東部戦線の消耗戦が食糧供給を圧迫した。

#### 状況
配給券によりパン、肉、乳製品、砂糖などが制限され、国民は1日約2000キロカロリー（戦中期には1500キロカロリー以下）に抑えられた。占領地（特にポーランドやソビエト連邦）から食糧を略奪し、ドイツ国民への供給を優先。1944～1945年には空襲と輸送網の崩壊で都市部での配給がほぼ機能せず、カブ、ジャガイモ、代用食（木の葉や樹皮）が消費された。闇市場が主要な食糧入手手段となり、物価高騰が続いた。

#### 影響
戦末期には栄養失調が蔓延し、子供や高齢者の死亡率が上昇。占領地の略奪は現地での飢餓を悪化させ、戦後のドイツに対する国際的非難を招いた。戦後、連合国による食糧援助で状況は徐々に改善した。

### 比較と特徴
- 配給制度: 両大戦とも早期に配給制を導入したが、第二次大戦では占領地からの搾取により初期の供給が安定していた。
- 代用食: 第一次大戦ではカブ、第二次大戦ではジャガイモや雑穀が主。代用食の品質は第二次大戦でさらに悪化。
- 社会影響: 第一次大戦では食糧不足が革命を誘発したが、第二次大戦ではナチス政権の統制により大規模な反乱は抑えられた。
- 闇市: 両大戦で闇市場が繁盛したが、第二次大戦では物々交換より現金取引が増えた。

## 軍糧としての利用
コミスブロートはドイツ軍の補給力を象徴し、戦闘糧食の中核だった。軍の補給部隊（Nachschubtruppe）が管理し、師団ごとに製パン中隊（Bäckereikompanie）を設置。移動式オーブン（Feldbackofen）は1時間に100斤（150kg）を焼き、戦地で即時供給。兵士には1日750gのパンが支給され、行軍用ザックに詰められた。
戦闘糧食は以下の形態で提供：
- 温食（フィールドキッチン）：グーラッシュ、ジャガイモスープ、コーヒー。1日1～2回の温食が理想だったが、戦線移動や補給途絶で困難に。
- 冷食（Eiserne Ration、アイゼルネ・ラツィオーン）：コミスブロート、缶詰肉（200g）、チーズ、ジャム、キャンディ。緊急時に消費され、缶詰は戦前のハンマー・ノミから戦中の簡易 opener へ進化。
- 食べ方：コミスブロートは薄くスライスし、シュマルツや缶詰肉を塗る。硬い場合はスープに浸した。菓子はショカコーラやミントキャンディ（Vivil）が人気で、戦闘後の疲労回復に配給された。飲み物は代用コーヒーや茶をメスティンで加熱。

兵士の評価は二極化。1941年の手記では「パンがあれば腹は保つ」とされたが、1944年の記録では「おがくずパンは噛めない」と不満が残る。

## 栄養価と保存性
コミスブロートはライ麦粉の食物繊維、ビタミンB群、鉄分を提供し、1斤（1.5kg）で約3000kcal。GI値が低く、長時間の満腹感が得られた。副食の缶詰肉はタンパク質、菓子は糖分を補給。戦闘糧食全体で3600～4000kcalを目指したが、戦時後期は1000～1400kcalに低下。
保存性は、コミスブロートが常温で2～4週間、缶詰で数年。缶詰副食やツヴィーバックも長期保存が可能。代用コーヒーや果汁パウダーは軽量で携行性が高かった。
劣化版パンは栄養価が低く（1斤（1.5kg）で約1800～2000kcal）、消化不良を招いた。

## 文化的意義
コミスブロートと戦闘糧食は、ドイツ軍の士気と補給力を象徴。軍歌「Hinein ins Feld, das Brot im Sack」ではパンが兵士の絆を表現。1945年のベルリン陥落時、市民が軍のコミスブロートを奪い合った。現代の連邦軍訓練では、戦時糧食を体験するプログラムが存在し、缶詰パンの硬さに驚く意見もある。ショカコーラは現代でも販売され、軍事史の記憶を残す。

## 戦闘糧食の構成
ドイツ軍の戦闘糧食（Eiserne Portionen）は、コミスブロートを主食とし、他に、副食、菓子、飲み物、嗜好品で構成された。以下、主要な軍用食料と嗜好品について解説する。

### 主食：コミスブロート
- 標準：1日750g、プロイセン時代はライ麦90～95%、第一次は80%、第二次は60%。酸味と重い食感。
- 缶詰：500g、第二次以降で普及。薄切りでシュマルツやチーズを塗る。
- 劣化版：おがくずやジャガイモ粉を混ぜ、第一次後期と第二次後期に増加。

### 副食
- 缶詰肉：牛肉、豚肉、魚（200～300g）。グーラッシュ、コンビーフ、サバが一般的。戦中の品質低下で「ゴムみたい」と不評。
- ソーセージ：硬いサラミやレバーヴルスト。携行性が高く、コミスブロートに挟む。
- チーズ：硬質チーズやプロセスチーズ。少量（50g）で高カロリー。
- 野菜：缶詰ジャガイモ、豆、キャベツ。戦前期は新鮮野菜もあったが、戦中は缶詰中心。
- スープ：乾燥スープ（エンドウ豆、野菜）。メスティンで調理。

### 菓子
- ショカコーラ：カフェイン入りチョコレート（100gでレッドブル2本分）。戦闘後の疲労回復や覚醒効果で人気。覚醒効果を実感する意見もある。
- キャンディ：果実糖（Kandiezucker）、ミント（Vivil）、レモン味（Zitronentropfen）。前線で配給され、風邪予防や士気向上に。
- ツヴィーバック：硬焼きパン。軽量で保存性が高く、噛むことで歯を強化。スープに浸して食べる。
- ジャム・人工ハチミツ：コミスブロートに塗る。戦時後期は砂糖不足で品質低下。

### 飲み物
- 代用コーヒー（Ersatzkaffee）：大麦、チコリ、どんぐり製。カフェインはほぼなく、温飲料として配給。メスティンやカンテーンで加熱。
- 茶：ハーブティー（カモミール、ペパーミント）や果実茶。戦時後期は野草（ダンデライオン）を使用。
- 果汁パウダー：レモンやオレンジ味。ビタミンC補給用で、水に溶かして飲む。

### 嗜好品
ドイツ軍の戦闘糧食には、士気向上とストレス解消を目的とした嗜好品が含まれ、食料以外の配給物も支給された。以下、タバコ、アルコール、その他の配給物を解説する。

#### タバコ
- 種類：
  - 紙巻きタバコ（Zigaretten）：1日5～10本（20g相当）。戦前期はReemtsmaなど民間ブランド、戦中期は粗悪品。
  - パイプタバコ：将校や古参兵向け。1日10g。
  - 噛みタバコ：東部戦線で人気。1日5～10g。
- 配給：第一次世界大戦では優先配給（1日10本保証）、第二次世界大戦では1943年以降不足。米軍K-レーション（1食に4本）に比べ少なく、兵士が米軍タバコを略奪・交換。「タバコがなければ戦えない」との意見もある。
- 役割：ストレス解消、戦闘後の休息。戦闘中の喫煙は敵に位置暴露のリスク。

#### アルコール
- 種類：
  - ビール：戦前期、500ml/週。駐屯地や後方限定。
  - シュナップス：50ml/週。戦闘前後の士気向上や寒冷地（東部戦線）での体温維持。
- 配給：第一次では英軍のラム酒（毎日）に比べ制限厳格。第二次では1942年以降、東部戦線で略奪酒（ウォッカ）が横行。「シュナップスは命の水」との意見もある。
- 課題：戦中期の物資不足で配給停止。兵士が現地で密造酒や略奪品消費。

#### その他の配給物
- 衛生用品：
  - 石鹸（50g/週）：皮膚病予防。戦中期は不足、衛生悪化。
  - 歯磨き粉、包帯：戦前期支給、戦中期は略奪品補充。
- 雑貨：
  - マッチ、ライター燃料：タバコ点火や調理用。1日5～10本。
  - 紙、鉛筆：手紙や記録用。士気維持に寄与。

第一次ではタバコと塩が最優先、第二次ではショカコーラがタバコと並ぶ嗜好品に。衛生用品不足は戦中期の健康悪化（シラミ、感染症）を招いた。タバコは戦友との絆や捕虜との取引に使用され、「タバコは通貨」との意見もある。

### ショカコーラ
ショカコーラ（Scho-Ka-Kola）は、ドイツのヒルデブラント社が1935年に開発したカフェイン入りチョコレートで、第二次世界大戦中に戦闘糧食として広く配給された。以下、詳細を解説する。

#### 組成と特徴
- 成分：ココア58%、焙煎コーヒー2.6%、コーラナッツ1.6%、砂糖、乳粉など。カフェイン0.2%（100gでレッドブル2本分）。
- 形状：丸い金属缶（赤白デザイン）に2枚の円形チョコ（各50g）。ケーキ状に分割可能。
- カロリー：100gで約500～600kcal。高エネルギー、軽量（100g）、保存性（常温1～2年）。
- 味：ビターチョコレートにコーヒーとナッツの風味。硬く、ゆっくり噛む設計。「目が冴える」との意見もある。

#### 歴史と軍事利用
- 開発：1935年、ヒルデブラント社が「スポーツチョコレート」として特許取得。1936年ベルリン五輪で宣伝。
- 第二次世界大戦：
  - 1940年の西方戦役後、装甲部隊や空軍（ルフトヴァッフェ）の「特別携行食」に導入。ブドウ糖タブレットやドライフルーツバーとセット配給。
  - 愛称「飛行士チョコ（Fliegerschokolade）」。夜間爆撃や長時間任務で覚醒効果を発揮。Uボートや戦車兵にも配給。
  - 青い缶の「海上救命パック（Seenotpackung）」として飛行士に支給。
  - SS山岳師団のヨハン・フォスは、過酷な戦闘で「純粋な贅沢」と称賛。1945年のライペルツヴィラー戦で米軍捕虜に贈呈。
- 戦後：連合国がドイツ市民に配布。1969年ヒルデブラント社買収、2005年Genuport社がブランド取得。現在は赤缶（ビター）、青缶（ミルク）で販売。

#### 役割
- 覚醒効果：カフェインとコーラナッツで疲労軽減、長時間任務の集中力維持。現代のエナジードリンクに類似。
- 士気向上：戦闘後の休息や捕虜との取引に使用。「チョコは戦友」との意見もある。
- 保存性：高温（40℃）や低温（-20℃）に耐え、東部戦線や北アフリカで重宝。

#### 誤解と事実
- 一部で「パンツァーショコラーデ（戦車チョコ）」がペルビチン（覚醒剤）を含むとの説があるが、誤り。ペルビチンは錠剤で別配給。ショカコーラは純粋なカフェイン食品。
- 米軍のD-レーション（「ヒトラーの秘密兵器」、腸に悪影響）より好評だが、硬さは「歯が折れる」との意見も。

#### 現代の利用
- ドイツ国内や欧州で販売（米国・カナダは輸入制限）。連邦軍のEPA（戦闘糧食）に硬いチョコが含まれるが、ショカコーラは民間販売中心。「戦車ビスケットより食用」との意見もある。軍事史の記憶として愛されている。

## 生産と補給
ドイツ軍の補給部隊（Nachschubtruppe）は、コミスブロートの生産と配給を管理。製パン中隊（Bäckereikompanie）が戦地でパン焼きを担当し、移動式オーブン（Feldbackofen）を活用した。第一次は民間依存度が高く不安定だったが、第二次は民間業者との連携で効率化。戦後期の物資不足で生産が不安定化した。

### 製パン中隊
- 組織：
  - 第一次世界大戦：80～100人（パン職人40%、補給兵30%、運搬・雑役30%）。1個師団に1中隊。
  - 第二次世界大戦：100～120人（職人50%、補給兵25%、運搬・機械操作25%）。機械化で効率向上。
  - 現代連邦軍：20～30人の小規模チーム。工業生産を監督、現地生産ほぼなし。
- 役割：コミスブロートの生産、原材料調達、品質管理、配給。戦場では移動オーブン運営、補給線維持。第一次では民間工房監督、第二次では民間業者連携。
- 装備：
  - 第一次：固定石窯、簡易オーブン（木材・石炭）。1回50～100斤。
  - 第二次：移動式オーブン（Feldbackofen、ディーゼル駆動）。1台で1時間100斤、1日2000斤。
  - 現代：工業オーブン、オートクレーブ。缶詰生産ライン。
- 人員訓練：職人は民間パン屋出身または軍内訓練。第二次で機械操作訓練追加。現代は食品衛生資格必須。
- 運用方法：
  - 第一次：後方陣地や都市で生産。原材料不足時は現地徴発。燃料不足で遅延。
  - 第二次：戦線近くの仮設工房で移動オーブン稼働。民間業者が後方支援。東部戦線で補給途絶。
  - 現代：中央工場で生産、戦場配給は既製品。訓練や海外派遣で小規模オーブン使用。

### 製パン中隊の戦線別運用
ドイツ軍の製パン中隊（Bäckereikompanie）は、コミスブロートの戦場生産を担う専門部隊で、戦線ごとに運用が異なった。第一次世界大戦および第二次世界大戦を中心に、戦線別の運用を解説する。

#### 第一次世界大戦
- 西部戦線（フランス、ベルギー）：
  - 比較的安定した補給線により、後方都市（例：リール）の民間パン工房を活用。製パン中隊（80～100人、職人40%、補給兵30%、運搬・雑役30%）は固定石窯や簡易オーブン（木材・石炭）で1日2.5～3トン（1300～2000斤、1斤1.5kg）を生産。1個師団（1.5万人）向け。
  - 1916年の「カブ飢饉」でライ麦不足。おがくず混入の「K-Brot」が増加。燃料不足で生産遅延し、補給車（馬車）で前線配送。
- 東部戦線（ロシア、ポーランド）：
  - 長距離補給線と不安定なインフラで移動式オーブン（Feldbackofen）を多用。1中隊で1日2～2.5トン生産。現地徴発（穀物、燃料）が頻発。
  - 冬季の凍結や泥濘でオーブン移動困難。補給途絶で生産量30～50%減。発酵短縮（6～8時間）の簡易パン（ライ麦100%）を生産。プロイセン王国時代の戦場簡易版（ライ麦95%、酵母なし）に類似。
- その他（バルカン、中東）：
  - 現地生産に依存。ライ麦不足で小麦やトウモロコシ粉を使用。1中隊で1日1～1.5トン。
  - 輸送インフラ未整備で補給途絶。

#### 第二次世界大戦
- 西部戦線（フランス、1940～1944年）：
  - 占領地の民間パン工房を動員し、製パン中隊（100～120人、職人50%、補給兵25%、運搬・機械操作25%）が監督。移動オーブン（ディーゼル駆動、1台で1時間100斤）は仮設工房で稼働。1師団で1日3.5～4トン。
  - 1944年の連合軍進攻で補給線崩壊、生産施設破壊。
- 東部戦線（ソ連、1941～1945年）：
  - 過酷な気候と長距離補給で移動オーブン中心。1中隊で1日3～3.5トン生産も、補給途絶で2トン以下。現地略奪（穀物、家畜）が横行。
  - 冬季のオーブン凍結（-30℃以下）、燃料不足で生産低下。1943年以降、おがくず混入パン増加。
- その他（北アフリカ、バルカン）：
  - 北アフリカでは砂漠気候でオーブン過熱問題。1中隊で1日1.5～2トン。バルカンでは現地穀物を使用。輸送船撃沈で補給途絶。
  - ライ麦不足で現地食料（米、トウモロコシ）依存。

#### 現代連邦軍
- 戦場での現地生産はほぼなく、中央工場で工業生産（500g缶）。小規模チーム（20～30人）が訓練や海外派遣（例：マリ、シリア）で小型オーブン使用。1大隊（500人）で1日250～500kg。
- コスト削減で民間委託が進み、軍の生産能力低下。

### 生産能力と消費量
- 第一次世界大戦：
  - 生産：1個師団（約1.5万人）で1日2～3トン（1300～2000斤、1斤1.5kg）。全国で1万トン以上（1916年推定）、後期半減。
  - 消費：兵士1人当たり750g/日、師団で11.25トン（7500斤）。不足で500～600gに低下。
  - 西部戦線（フランス、ベルギー）：1日2.5～3トン/師団。後方都市の民間工房活用。1915年まで品質良好、1916年以降おがくず混入。
  - 東部戦線（ロシア、ポーランド）：1日2～2.5トン/師団。移動オーブンと現地徴発。補給線長く不安定。
  - その他（バルカン、中東）：1日1～1.5トン/師団。現地生産でライ麦不足、小麦やトウモロコシ粉使用。
- 第二次世界大戦：
  - 生産：1個師団で1日3.5～4トン（2300～2600斤）。全軍で5000トン（1943年）。1944年以降30%低下。
  - 消費：兵士1人当たり750g/日（戦前期）、師団で11.25トン。1943年以降、東部戦線で300～500g。
  - 西部戦線（フランス、1940～1944年）：1日3.5～4トン/師団。占領地の民間業者動員。1944年連合軍進攻で崩壊。
  - 東部戦線（ソ連、1941～1945年）：1日3～3.5トン/師団。過酷な気候と長距離補給で不安定。現地略奪や劣化版パン多用。
  - その他（北アフリカ、バルカン）：1日1.5～2トン/師団。ライ麦不足で現地食料依存。北アフリカで輸送途絶。
- 現代連邦軍：
  - 生産：1日数千kg（500g缶）。1個大隊（約500人）で250～500kg。
  - 消費：兵士1人当たり250～500g/日（缶詰1～2個）、大隊で125～250kg。

### パン焼きの方法
- 第一次世界大戦：

1. 原材料を補給部隊が集積所から調達。
2. サワー種を木桶で準備。手作業で生地を捏ね、10～14時間発酵（戦場では8時間）。
3. 木型に生地を分け、200～210℃で60～70分焼く（スチームなし）。
4. 冷却後、麻布に包んで補給車で前線へ。

- 第二次世界大戦：

1. 原材料を民間業者や軍倉庫から調達。物資不足時はおがくずを混ぜる。
2. 機械混練と発酵槽で8～12時間発酵。
3. 金属型または缶に充填。220℃で50～60分焼く（スチーム使用）。
4. 缶詰は殺菌処理後密封。パンは木箱でトラック配給。

- 現代連邦軍：

1. 工業生産で原材料を計量・混合。コンピュータ制御で発酵管理。
2. 生地を缶または真空パックトレイに自動充填。
3. 180℃で40～50分焼き、オートクレーブで殺菌。
4. 冷却後、ラベル貼付し、軍倉庫へ出荷。

## 軍用レシピ

### プロイセン王国時代（1870年代）
- 標準レシピ（1.5kg、1斤）：
  - 全粒ライ麦粉：900g
  - 小麦粉（中力粉）：100g
  - サワー種：150g
  - 塩：20g
  - 水：700～750ml
  - （任意）蜂蜜または糖蜜：10g
- 作り方：

1. サワー種を準備（ライ麦粉100g＋水100mlを3～4日発酵）。
2. 粉、塩、蜂蜜を混ぜ、サワー種と水で重い生地を作る。
3. 室温で12～16時間発酵。
4. 木製または金属型に生地を入れ、湿らせて滑らかに。
5. 2～3時間二次発酵。
6. 200℃で70～80分焼く（スチームなし）。
7. 冷まして2～3日寝かせ。

- 特徴：強い酸味、硬い食感。常温で3～4週間保存。

- バリエーション：
- 北部プロイセン（東プロイセン）：

ライ麦粉95%、小麦粉5%。サワー種のみで発酵（酵母なし）。塩と水のみで、風味は極めてシンプル。

特徴：非常に硬く、酸味が強い。農民のパンに近く、1ヶ月以上保存可能。スープやビール必須。
- 南部プロイセン（バイエルン影響）：

ライ麦粉80%、小麦粉20%。蜂蜜または糖蜜を多めに（20g/斤）加え、甘みを強調。

特徴：やや軽い食感で、将校向けに提供。チーズやハムと相性が良い。保存性は3週間。
- 戦場簡易版：

ライ麦粉100%、サワー種を省略し、天然酵母（生地の一部を再利用）で発酵。塩を減らし（10g/斤）、水増量。

特徴：発酵時間が短く（6～8時間）、味が薄い。緊急生産で品質が不安定。保存性は2週間。
- 駐屯地向け高品質版：

ライ麦粉85%、小麦粉15%、サワー種と少量のビール酵母。アニスやキャラウェイシード（5g/斤）を加える。

特徴：スパイスの風味で食欲増進。駐屯地の製パン施設で生産。保存性は3～4週間。
これらのバリエーションは、プロイセン軍の補給体制や地域の食文化を反映。資料が限られるため、詳細なレシピは推定に基づく。

### 第一次世界大戦：標準コミスブロート
- 材料（1.5kg、1斤）：
  - 全粒ライ麦粉：800g
  - 小麦粉（中力粉または粗挽き）：200g
  - サワー種：120g
  - ドライイースト：3g
  - 塩：18g
  - 水：650～700ml
  - ジャガイモ粉：100g
- 作り方：

1. サワー種を準備（ライ麦粉100g＋水100mlを2～3日発酵）。
2. 粉、ジャガイモ粉、塩、イーストを混ぜ、サワー種と水で粘り気のある生地を作る。
3. 室温で10～14時間発酵（戦場では8時間）。
4. 型に生地を入れ、湿らせる。
5. 1～2時間二次発酵。
6. 200～210℃で60～70分焼く（スチームなし）。
7. 冷まして即時配給、一晩寝かせると風味が増す。

- 特徴：強い酸味、ジャガイモ粉で粘り気。常温で2～3週間保存。1916年の食糧危機で品質低下。

### 第一次世界大戦：K-Brot（おがくず入り、1916～1918年）
- 材料（1.5kg、1斤）：
  - 全粒ライ麦粉：500g
  - 小麦粉（粗挽きまたは屑粉）：150g
  - ジャガイモ粉：200g
  - おがくず（代用として食用セルロース粉末）：100g（戦時は非食用）
  - 豆粉（エンドウ豆またはソラマメ）：50g
  - サワー種：50g（省略可）
  - ドライイースト：5g
  - 塩：12g
  - 水：750～800ml
- 作り方：

1. おがくずを煮沸（現代なら代用として食用セルロースを使用）。ジャガイモと豆粉を準備。
2. 粉類、おがくず、豆粉、塩、イーストを混ぜ、サワー種と水でべたつく生地を作る。
3. 室温で6～8時間発酵（膨らみ弱い）。
4. 型に生地を入れ、湿らせる。
5. 二次発酵30分または省略。
6. 190～200℃で70～80分焼く。湿り気強く硬い。
7. 即時配給、冷ますと硬化。

- 特徴：澱粉臭、豆粉の苦味。消化不良を招くと不評。常温で1～2週間。

### 第二次世界大戦：標準コミスブロート
- 材料（1.5kg、1斤）：
  - 全粒ライ麦粉：700g
  - 小麦粉（強力粉）：300g
  - サワー種：100g
  - ドライイースト：5g
  - 塩：20g
  - 水：600～650ml
  - （任意）ジャガイモ粉：50g
- 作り方：

1. サワー種を準備（ライ麦粉100g＋水100mlを2～3日発酵）。
2. 粉、塩、イーストを混ぜ、サワー種と水で粘り気のある生地を作る。
3. 室温で12～18時間発酵。
4. 長方形型（30×15cm）に生地を入れ、湿らせて整える。
5. 1～2時間二次発酵。
6. 220℃で10分スチーム焼き後、50～60分焼く（内部温度95℃）。
7. 冷まして一晩寝かせ、薄くスライス。

- 特徴：酸味と軽い食感。常温で2週間保存。

### 第二次世界大戦：劣化版コミスブロート（おがくず入り、1943～1945年）
- 材料（1.5kg、1斤）：
  - 全粒ライ麦粉：500g
  - 小麦粉：200g
  - ジャガイモ粉：150g
  - おがくず（代用として食用セルロース粉末）：100g（戦時は非食用）
  - サワー種：50g（省略可）
  - ドライイースト：7g
  - 塩：15g
  - 水：700～750ml
- 作り方：

1. おがくずを煮沸（現代なら代用として食用セルロースを使用）。ジャガイモ粉を準備。
2. 粉類、おがくず、塩、イーストを混ぜ、サワー種と水で粗い生地を作る。
3. 6～8時間発酵（膨らみ弱い）。
4. 型に生地を入れ、湿らせる。
5. 1時間二次発酵（省略可）。
6. 200℃で60～70分焼く。湿り気強く硬い。
7. 即時配給、冷ますとさらに硬化。

- 特徴：澱粉臭とざらつき。消化不良を招き、「木を食べてるよう」（実際、食べている）と不評。

### 現代ドイツ連邦軍：缶詰コミスブロート（2020年代）
- 材料（500g、1缶）：
  - 中挽きライ麦粉：250g
  - 小麦粉（強力粉）：150g
  - サワー種（乾燥または液体）：20g
  - ドライイースト：5g
  - 塩：8g
  - 水：250～280ml
  - 植物油：10g
  - 麦芽エキス：5g
- 作り方：

1. 粉、塩、イースト、麦芽エキスを混ぜ、サワー種、油、水で生地を作る。機械混練。
2. 25～30℃で6～8時間発酵（発酵槽使用）。
3. 長方形缶（15×10cm）に生地を充填、表面を平らに。
4. 1時間二次発酵。
5. 180℃で40～50分焼き、缶ごと密封。殺菌処理で長期保存。
6. 冷却後、真空パックまたは缶詰で出荷。
7. スライス済みで提供、または缶から取り出して食べる。

- 特徴：軽い食感、安定した風味。缶詰で2～3年保存。伝統の酸味が薄いとの意見もある。

## フィールドキッチンでの戦闘糧食の例
これらのレシピは、戦時下の厳しい食料事情を反映し、缶詰肉や乾燥野菜、ジャガイモなどの保存食を活用して調理された。
ドイツ軍のフィールドキッチンは、「グーラッシュ・カノーネ」とも呼ばれ、125～225人の兵士向けの大規模なものから60～125人向けの小型まであった。これらのキッチンは、車両や馬車で運搬され、移動しながら調理が可能であった。調理には、缶詰肉、乾燥野菜、ジャガイモ、ノードルなどの保存食が主に使用され、新鮮な食材が手に入る場合はそれも活用された。肉が不足する場合には、ジャガイモやレンズ豆やソバの実などの穀物を主体としたレシピも開発され、兵士の栄養確保に貢献した。兵士たちは高カロリーで温かい食事を求め、栄養価の高い料理が重視された。

### フィールドキッチンの歴史
フィールドキッチン（野戦炊事場）とは、軍隊が前線や一時的な駐屯地で兵士に温かい食事を提供するために使用する移動可能な調理施設である。以下に、その歴史と特徴を概観する。

### 起源と初期の形態
- 古代から中世:
  - 軍事遠征では、兵士がキャンプファイヤーで調理するか、荷車に食料を積んで移動する「炊事車」が使用された。例として、19世紀アメリカの「チャックワゴン」がある。
  - 調理は、地面に掘った浅い炉（地床炉）で行われ、煙や火災のリスクが高かった。

- 19世紀:
  - 工業化と鉄道の発展により、移動式キッチンの設計が進化した。
  - 1892年、ドイツのKarl Rudolf Fisslerが「グーラッシュ・カノーネ（Gulaschkanone）」を発明。煙突が大砲に似ていたことからこの名が付き、馬や車両で牽引可能だった。

### 第一次・第二次世界大戦
- 第一次世界大戦:
  - 塹壕戦の長期化に伴い、フィールドキッチンが士気維持に重要な役割を果たした。
  - ドイツのグーラッシュ・カノーネや、アメリカの「ローリングキッチン」が使用された。

- 第二次世界大戦:
  - ドイツ軍のキッチンは、125～225人分の食事を調理可能な大型モデルや、60～125人向けの小型モデルが存在。缶詰肉や乾燥野菜を活用し、グーラッシュやレンズ豆料理が調理された。
  - アメリカ軍は、M-1937フィールドストーブを使用し、150～180人分の食事を準備。揚げ物や煮込み料理に対応した。
  - イギリスでは、移動式カンティーンが「ティーブレイク」の文化を反映し、士気向上に貢献。

### レシピの特徴と背景
グーラッシュは、フィールドキッチンの代表的な肉料理で、新鮮な肉が手に入る場合は牛肉や豚肉が使用された。缶詰肉を使ったレシピは、保存食の活用を前提としており、戦場での即席調理に適っていた。
1942年の「Fleischlose und fleischarme Feldkuechengerichte」では、肉が不足する中、ジャガイモやレンズ豆、ソバの実などの穀物を活用した菜食主義的なレシピが紹介されている。これらは、兵士の栄養を確保しつつ、限られた資源を最大限に活用することを目指していた。
調理環境は、移動可能なフィールドキッチン「グーラッシュ・カノーネ」を使用し、大きな鍋で一括調理が行われた。メスティン（個人用の調理器具）も使用され、小規模な調理にも対応可能であった。
- 材料（4人分）：
  - 缶詰牛肉：400g
  - ジャガイモ：500g
  - 玉ねぎ：200g
  - 乾燥野菜（豆、キャベツ）：50g
  - 塩：10g
  - 胡椒：少々
  - 水：1L
- 作り方：

1. 玉ねぎをメスティンで炒め、缶詰牛肉を加える。
2. ジャガイモと乾燥野菜を入れ、水を加えて煮る。
3. 塩と胡椒で味を整え、30分煮込む。
4. コミスブロートを浸して食べる。

- 特徴：高カロリーで温かい。戦場では希少な温食。

### グーラッシュ（新鮮な肉を使った）
- 材料（4人分）:
  - 牛肉または豚肉：500 g
  - 玉ねぎ：120 g
  - 小麦粉：60 g
  - 脂肪：120 ml
  - 塩、胡椒、パプリカ：適量
- 作り方:

1. 肉を1インチ角に切り、塩、胡椒、パプリカで下味をつける。
2. 熱した脂肪で肉を炒め、焦げ目をつける。
3. 玉ねぎを炒め、肉と合わせ、1.5～3時間煮込む。
4. 小麦粉を水で溶き、とろみをつける。
5. 味を整えて完成。

- 添え物: 茹でたジャガイモまたはパスタ。

### グーラッシュ（缶詰肉を使った）
- 材料（4人分）:
  - 缶詰肉：500～700 g
  - 玉ねぎ：120 g
  - 小麦粉：60 g
  - 脂肪：60 ml
  - 水またはスープ：1.7 L
  - 塩、胡椒、パプリカ：適量
- 作り方:

1. 脂肪で玉ねぎと小麦粉を炒め、茶色になるまで加熱。
2. 水またはスープを加え、煮込む。
3. 缶詰肉を加え、温めて味を整える。

- 添え物: 茹でたジャガイモまたはパスタ。

### 甘酸っぱいレンズ豆
- 材料（4人分）:
  - レンズ豆：480 g
  - ジャガイモ：1200 g
  - 脂肪：20 g
  - スープ野菜（人参、セロリ、リーク）：40 g
  - 塩、ビネガー、砂糖：適量
  - ハーブ（パセリ、チャイブ）：適量
- 作り方:

1. レンズ豆を一晩水に浸す。
2. レンズ豆を水で煮込み、塩を加える。
3. ジャガイモを角切りにし、煮込む。
4. 別の鍋で砂糖とビネガーを焦がし、レンズ豆に加える。
5. ハーブで味を整える。

### レークとセロリのノードル
レーク（ドイツ語：Lauch）は、英語で「リーキ（leek）」と呼ばれる野菜で、日本語では一般に「ポロネギ」や「西洋ネギ」と訳される。ネギ科の植物で、太くて白い茎と緑色の葉を持ち、玉ねぎやニンニクに似たマイルドな風味が特徴である。戦時中のドイツでは、入手しやすく保存性が高い野菜として、ノードルのような戦闘糧食の調理に頻繁に使われた。このレシピでは、レークはスープで煮たり炒めたりして、ノードル料理の風味と栄養を補う役割を果たす。
ノードル（ドイツ語：Nudel）は、第二次世界大戦中のドイツ軍の戦闘糧食で使用された小麦粉を主原料とする乾燥麺（パスタ）を指す。戦場では、保存性が高く調理が簡単な食材として、フィールドキッチンで広く活用された。

#### 特徴
- 原材料: 小麦粉（主にデュラム小麦）、水、場合によっては卵。戦時中は乾燥させた形態が一般的。
- 種類: 細長いスパゲッティ、短いマカロニ、平たいタリオリーニ、またはシュペッツレ（卵麺）など。戦場では、運搬や調理の容易さから細くて短い乾燥麺が主流。
- 栄養価: 炭水化物が豊富でエネルギー源として優れ、野菜やスープと組み合わせて栄養バランスを補完。
- 戦場での使用: スープやブロスで茹で、野菜（レーク、セロリ）やトマトペーストで味付け。軽量で保存性が高く、迅速な調理に適していた。

- 材料（4人分）:
  - ノードル：480 g
  - レーク：400 g
  - セロリ：600 g
  - 脂肪：20 g
  - スープスパイス：8 g
  - 塩、ハーブ：適量
- 作り方:

1. レークとセロリをスープで煮る。
2. 一部を脂肪で炒めて風味をつける。
3. ノードルをスープで茹でる。
4. ハーブとスパイスで味を整える。

### 牛肉または羊肉とソバの実の煮込み
- 材料（4人分）:
  - 牛肉または羊肉：200 g
  - ソバの実：400 g
  - 玉ねぎ：20 g
  - トマトペースト：40 g
  - 水：ソバの実の2倍量
- 作り方:

1. 肉を角切りにし、脂肪で炒める。
2. 玉ねぎを加え、柔らかくなるまで炒める。
3. ソバの実とトマトペーストを加え、軽く炒める。
4. 水を加え、沸騰させ、ソバの実が柔らかくなるまで煮る。

## レシピの概要表
| レシピ名                         | 材料（4人分）                                                                                    | 調理方法の概要                                                                   | 特徴                       |
| -------------------------------- | ------------------------------------------------------------------------------------------------ | -------------------------------------------------------------------------------- | -------------------------- |
| グーラッシュ（新鮮肉）           | 牛肉/豚肉：500 g、玉ねぎ：120 g、小麦粉：60 g、脂肪：120 ml、塩、胡椒、パプリカ：適量            | 肉を切り、炒め、玉ねぎを加え、1.5～3時間煮込み、小麦粉でとろみをつける。         | 高カロリー、温かい食事     |
| グーラッシュ（缶詰肉）           | 缶詰肉：500～700 g、玉ねぎ：120 g、小麦粉：60 g、脂肪：60 ml、水/スープ：1.7 L、調味料：適量     | 玉ねぎと小麦粉を炒め、水を加え、とろみをつけ、缶詰肉を加えて温める。             | 簡単調理、保存食活用       |
| 甘酸っぱいレンズ豆               | レンズ豆：480 g、ジャガイモ：1200 g、脂肪：20 g、野菜：40 g、ビネガー、砂糖、ハーブ：適量        | レンズ豆を浸け、ジャガイモと煮込み、野菜を炒め、砂糖とビネガーで味を整える。     | 栄養価高く、甘酸っぱい味   |
| レークとセロリのノードル         | ノードル：480 g、レーク：400 g、セロリ：600 g、脂肪：20 g、スープスパイス：8 g、塩、ハーブ：適量 | レークとセロリを煮込み、一部を炒め、ノードルを加え、煮込む。ハーブで味を整える。 | 野菜主体、栄養バランス良好 |
| 牛肉または羊肉とソバの実の煮込み | 牛肉/羊肉：200 g、ソバの実：400 g、玉ねぎ：20 g、トマトペースト：40 g、水：適量                  | 肉を炒め、玉ねぎとソバの実を加え、水で煮込む。トマトペーストで味を整える。       | 肉と穀物の組み合わせ       |

## ドイツ海軍におけるコミスブロート

### 概要
コミスブロート（Kommissbrot）は、ライ麦粉と小麦粉を主原料とするドイツの軍用パンで、16世紀から軍隊の主要な食糧として使用されてきた。第一次世界大戦（WWI、1914年–1918年）および第二次世界大戦（WWII、1939年–1945年）において、ドイツ海軍（Kaiserliche MarineおよびKriegsmarine）で広く配給され、長期保存性と栄養価から特に潜水艦（Uボート）での航海に不可欠な糧食であった。本項では、WWIとWWIIにおけるドイツ海軍でのコミスブロートの製造と配給状況を詳細に解説する。

### コミスブロートの特徴
コミスブロートは、ライ麦粉（50–95%）と小麦粉をブレンドし、サワー種（Sauerteig）で発酵させたパンで、硬いクラストと気泡のある内部を持つ。標準的な1斤は約1.5kgで、常温で数週間、缶詰では数年間の保存が可能である。戦時中の物資不足時には、ジャガイモ粉、大豆粉、ひよこ豆パウダーなどの代用材料が混ぜられることがあった。

### 第一次世界大戦（WWI）

#### 製造
WWI中のドイツ帝国海軍（Kaiserliche Marine）では、コミスブロートは主要な食糧としてキールやヴィルヘルムスハーフェンなどの海軍基地や港湾都市の製パン所で生産された。民間パン屋が軍の契約で製造を請け負い、移動式オーブン（Feldbackofen、1時間に約100斤、150kgの生産能力）が使用された。初期には良質なライ麦と小麦粉が使用されたが、1916年以降の連合国の北海封鎖により穀物が不足し、ジャガイモ粉や大麦粉、場合によってはおがくずを混ぜた「戦争パン（Kriegsbrot）」が生産された。
潜水艦（Uボート）では、スペース制約から乾燥パン（Zwiebackに近い形態）や缶詰パンが主に使用された。これらは湿気やカビに強く、長期航海に適していた。戦艦や巡洋艦では、船内に簡易オーブンが設置され、乗組員が新鮮なパンを焼く場合もあった。

#### 配給
兵士1人あたり1日約750gのコミスブロートが標準配給量で、薄くスライス（6–8mm）してシュマルツ（ラード）、ソーセージ、チーズ、ジャムと一緒に提供された。副食として、缶詰肉（牛肉、豚肉）、魚、ジャガイモスープ、代用コーヒー（Zichorienkaffee）が配給された。潜水艦では冷食が中心で、乾燥パンや缶詰パンがコンパクトに梱包された。

#### 課題
北海封鎖による補給難で、1917年–1918年には配給量が削減され、代用材料の使用による品質低下が問題となった。潜水艦では、湿気によるパンの劣化やカビが発生しやすく、乗組員の健康や士気に影響を与えた。

### 第二次世界大戦（WWII）

#### 製造
WWII中のドイツ海軍（Kriegsmarine）では、コミスブロートは特にUボートでの長期航海に不可欠だった。キールやブレーマーハーフェンなどの基地で、民間パン屋や軍直営の製パン所が生産を担当。移動式オーブン（ディーゼル駆動、1時間に100–150kgの生産能力）が使用された。1942年以降の食糧難により、ジャガイモ粉、大豆粉、ひよこ豆粉などの代用材料が増加し、品質が低下した。
Uボート向けには、スペース制約から、缶詰パンが標準で、常温で数週間～数年保存可能だった。1隻あたり数百kgが搭載された（例：Type IXC Uボートで12週間航海に2,058ポンド、約933kg）。戦艦（例：ビスマルク）では、船内キッチンで新鮮なパンを焼くこともあった。

#### 配給
兵士1人あたり1日750gが基準で、Uボートでは缶詰パンが薄くスライスされ、シュマルツ、缶詰肉（グーラッシュ、魚）、チーズ、ジャム、ショカコーラ（カフェイン入りチョコレート）、代用コーヒー、茶と一緒に提供された。大西洋作戦（狼群戦術）では、補給船（例：ミルヒクー補給艦）からの食糧補給が行われたが、1943年以降の連合軍の制海権強化で補給途絶が頻発した。

#### 課題
補給線途絶や代用材料の使用による品質低下が問題となり、Uボートでは湿気やカビ、缶詰の腐食が乗組員の健康や士気に影響した。大豆粉、または、ひよこ豆粉（Bratlingspulver、ブラートリングスプルファー）は、肉不足を補うため、肉団子やソーセージやパテに混ぜられ、コミスブロートとセットで配給された。

### WWIとWWIIの比較
| 側面   | WWI                                                    | WWII                                                 |
| ------ | ------------------------------------------------------ | ---------------------------------------------------- |
| 原材料 | ライ麦粉（60–80%）＋小麦粉、後にジャガイモ粉やおがくず | ライ麦粉（50–95%）＋小麦粉、後にジャガイモ粉や大豆粉 |
| 製造   | 基地や民間パン屋、移動式オーブン                       | 基地や民間パン屋、缶詰パンが主流                     |
| 配給   | 1日750g、乾燥パンや缶詰                                | 1日750g、Uボートで缶詰パンが中心                     |
| 課題   | 北海封鎖、品質低下、カビ                               | 補給途絶、代用材料、Uボートのスペース制約            |

WWII中のドイツ海軍で、コミスブロートと共に食べられた副食の主要メニューは、シュマルツ、缶詰肉（グーラッシュ、魚）、ソーセージ（Bratlingspulver入り）、チーズ、ジャム、ショカコーラ、代用コーヒー、缶詰野菜、スープだった。Uボートでは冷食（缶詰やスプレッド）が中心で、調理は簡易（スライス、塗る、温水で戻す）。大型艦ではフィールドキッチンで温食（シチュー、スープ、焼きソーセージ）が提供された。

## 軍用レシピ
ケーニヒスベルガー・クロプセ（Königsberger Klopse、ケーニヒスベルク風 肉団子のホワイトソース煮、ジャガイモ添え）は、ドイツの東プロイセン（現在のロシア・カリーニングラード）に由来する伝統的な肉団子料理である。ケッパーの効いたホワイトソースをかけ、ゆでたジャガイモを添えて提供される。特にドイツ海軍の食事として知られ、保存食であるアンチョビやケッパーを活用した質実剛健な味わいが特徴である。コミスブロートにホワイトソースをつけて食べると美味しい。

### 材料（4人前）

#### 肉団子
- 合挽肉（牛と豚の合挽き、または牛のみ）：500g
- あるいは、合挽肉250g＋お湯で練ったブラートリングスプルファー250g（おからで代用可）
- パン粉：50g（または白パン1切れを牛乳に浸して絞ったもの）
- 牛乳：50ml（パン粉用）
- 玉ねぎ（中サイズ）：1個（みじん切り）
- 卵：1個
- アンチョビ（フィレ）：2～3枚（みじん切り）
- マスタード：小さじ1
- 塩：小さじ1
- 黒こしょう：小さじ1/2
- ナツメグ：少々

#### スープ（肉団子を煮る用）
- 水：1リットル
- ローリエ：2枚
- 黒こしょう（粒）：5～6粒
- 玉ねぎ：1/2個（粗く切る）
- 塩：小さじ1

#### ホワイトソース
- バター：30g
- 小麦粉：大さじ2
- 肉団子の煮汁：400ml（煮込み後、濾したもの）
- 生クリーム：100ml
- ケッパー：大さじ2（汁気を切る）
- レモン汁：大さじ1
- 白ワイン（辛口）：50ml（任意）
- 塩・こしょう：適量
- 卵黄：1個（任意）

#### 付け合わせ
- ジャガイモ（中サイズ）：4～6個
- パセリ（みじん切り）：適量

### 作り方
1. 肉団子の準備：パン粉を牛乳に浸し、5分置く。ひき肉、玉ねぎ、卵、アンチョビ、マスタード、塩、こしょう、ナツメグ、浸したパン粉を混ぜ、12～16個の団子に成形。冷蔵庫で10分休ませる。
2. スープで煮る：水にローリエ、黒こしょう粒、玉ねぎ、塩を入れ沸騰させ、弱火で肉団子を15分煮る。煮汁はこして400ml取っておく。
3. ホワイトソース：バターで小麦粉を炒め、煮汁を加えてとろみをつける。生クリーム、ケッパー、レモン汁、白ワイン（任意）を加え5分煮る。塩・こしょうで味を調え、任意で卵黄を加える。肉団子をソースに戻し温める。
4. 盛り付け：ゆでたジャガイモを皮むきして皿に置き、肉団子とソースをかける。パセリを散らす。

### 特徴
ケーニヒスベルガー・クロプセは、ケッパーの酸味とクリーミーなソースが特徴で、アンチョビが海軍食らしい風味を加える。ジャガイモは満足感を高め、ドイツの家庭料理としても親しまれる。

### 文化的背景
東プロイセン発祥のこの料理は、19世紀から20世紀初頭のドイツ海軍で人気を博した。保存が効く食材を使い、船上でも作りやすい点が重宝された。現在もドイツ北部やポーランド、ロシアの一部で愛される。

## ソ連のおがくずパン
ソ連のおがくずパン（おがくずパン、ロシア語: хлеб с опилками）は、第二次世界大戦中のソビエト連邦で、極端な食料不足下で作られた代用食品の一種である。特に1941年から1944年のレニングラード包囲戦において、穀物不足を補うために木材のおがくず（セルロース）を混ぜたパンが市民や捕虜に供給された。栄養価は低く、消化が困難だったが、飢餓を生き延びるためのやむを得ない手段だった。

### 歴史的背景
1941年9月、ドイツ軍によるレニングラード包囲戦が始まり、食料供給がほぼ途絶した。市民の配給量は1日125～250gのパンに制限され、穀物在庫が枯渇する中、ふすま、ライ麦粉、ジャガイモ粉に加え、おがくずや綿実粕が代用材料として使用された。おがくずは主に松や白樺の木屑から抽出したセルロースで、食用に加工された。ソ連の他の地域や捕虜収容所でも、1942～1943年の飢餓期に同様の代用パンが報告されている。

### 特徴
おがくずパンは以下の特徴を持つ：
- 材料：おがくず（セルロース10～50%）、ふすま、ライ麦粉、雑草、粘土など。発酵はほぼ行わず、重曹を膨張剤として使用。
- 食感・味：硬く、木くずのようなザラザラ感。苦味や土臭さが強く、味はほぼない。
- 栄養価：セルロースは人間の消化酵素で分解できないため、栄養価はほぼゼロ。ふすまや穀物の残渣でわずかなカロリー（1日500～800kcal）を補給。

### 健康への影響
おがくずパンは消化器系に負担をかけ、腹痛、下痢、腸閉塞を引き起こした。長期摂取によるビタミン欠乏症（壊血病、ペラグラ）や栄養失調が深刻化し、レニングラードでは数十万人が飢餓で死亡した。生存者の証言では、「木の味がする」「食べても空腹が満たされない」と形容される。

### 文化的意義
おがくずパンは、レニングラード包囲戦の過酷さを象徴する存在である。生存者の日記や文学（例：アレクサンドル・ソルジェニーツィンの作品）に登場し、ソ連の戦時中の耐久精神を表す。戦後は食料自給の重要性が強調され、代用食の研究が続いた。

## 食用粘土
ソ連のおがくずパンに混ぜられた「粘土」は、食用可能な粘土（例：カオリンやベントナイト）や土壌由来の物質を指し、第二次世界大戦中のソビエト連邦で極端な食料不足下で使用された。レニングラード包囲戦（1941～1944年）をはじめとする飢餓地域では、穀物が枯渇し、ふすま、おがくず、雑草に加えて粘土がパンやスープに混ぜられ、配給パンの重量を増やし、空腹感を一時的に抑えるかさ増し剤として機能した。ただし、戦時中の粘土は衛生管理が不十分で、細菌や重金属を含む場合が多く、食用としての安全性は極めて低かった。

### 粘土の種類と使用方法
主に使用された粘土は以下の通りである。
- カオリン（白粘土）：アルミニウムケイ酸塩を主成分とする粘土。工業では陶器や紙のコーティングに使用されるが、歴史的にアフリカや南米で食用（ジオファジー）として摂取されてきた。戦時中はパンのかさ増しに微量混ぜられた。
- ベントナイト：吸水性が高く、消化器系で膨張する粘土。現代ではデトックス目的で健康食品として少量使用されるが、戦時中は増量剤として活用。
- その他の粘土：現地の土壌や川床の粘土質が、衛生管理なく混ぜられたケースもあった。

これらは砂や細菌などの不純物を含み、食中毒や感染症のリスクを高めた。
粘土はパン全体の5～20%程度の割合で、ふすまやおがくずと混ぜて焼かれた。レニングラードの配給パンでは、例えばふすま50%、おがくず30%、粘土10%、残りが腐った穀物や重曹という組成が報告されている。パン以外にも、粘土をスープや粥に混ぜ、「ドロ状の食事」として空腹を紛らわす用途があった。

### 食用粘土の背景と危険性
粘土を食べる習慣（ジオファジー）は、世界各地（アフリカ、南米、東南アジア）でみられ、妊娠中の女性がミネラル補給や消化不良緩和のために摂取する例がある。カオリンは現代でも医薬品（例：下痢止め薬「Kaopectate」の成分）や食品添加物（E559）として使用され、ベントナイトは健康食品として「デトックス効果」を謳う。しかし、戦時中の粘土は以下のような危険性を伴った：
- 衛生問題：工業用や自然採取の粘土は、細菌、重金属（鉛、ヒ素）、寄生虫を含む可能性が高く、川床の土をそのまま使用したケースでは食中毒や感染症が報告された。
- 健康リスク：粘土は腸内で固まり、便秘や腸閉塞を引き起こす。生存者証言では、「腹が石のように重い」と形容される。粘土はミネラルやビタミンを吸着し、栄養失調を悪化させる（フィチン酸と同様の効果）。長期摂取により壊血病、ペラグラ、貧血が悪化し、死亡率上昇に繋がった。
- 栄養価：粘土は微量のミネラル（鉄、カルシウム）を含むが、カロリーはゼロで、人間の消化酵素では分解できない。戦時中は「満腹感の錯覚」を与えるのが主目的で、栄養補給は期待されなかった。

ソ連当局は粘土やセルロースを「食用可能な増量剤」と正当化したものの、科学的根拠は乏しく、摂取は「毒ではないが食べ物でもない」生存のための最終手段だった。

### おがくずパンとの関連
粘土は、おがくず（セルロース）と同様に、パンの重量を増やし、見た目の「パンらしさ」を保つ増量剤として使用された。ふすま（食物繊維）、おがくず（非食用繊維）、粘土（無機物）の組み合わせは、戦時中の「究極の粗悪パン」を形成した。粘土はパンをさらに硬く、ザラザラにし、噛むと「土の味」や「砂のような歯ごたえ」が加わった。生存者証言では、「噛むたびに口が乾く」「飲み込むのが苦痛」と形容される。おがくずパンは、ふすま中心の粗悪なパンに比べ、「非食用」の領域に踏み込んだ代用食だった。

## ソ連版おがくずパンのレシピ
戦時中のおがくずパンに含まれた粘土は、衛生上の問題から現代では食用に適さないが、歴史再現や教育目的で、食用カオリンや食用セルロースを用いた安全なレシピが考案されている。以下は、レニングラード包囲戦中の粗悪なパンを模倣した現代版のレシピである。このレシピは、ふすま、食用セルロース（おがくずの代用）、食用カオリン（粘土の代用）を使用し、戦時中の硬く味気ない食感と外観を再現する。

### 材料（小さなパン1個分）
- ふすま（小麦ブラン）：150g
- 食用セルロース（食品添加物）：30g
- 食用カオリン（食品グレード）：10g
- 全粒粉：50g（生地のまとまり用）
- 水：120～140ml
- 重曹：小さじ1/4
- 塩：小さじ1/4

### 作り方
1. ボウルにふすま、食用セルロース、食用カオリン、全粒粉、塩、重曹を混ぜ合わせる。
2. 水を少しずつ加え、固めの生地を作る。べたつかず、ゴツゴツした質感を保つ。
3. 生地を軽くこね（2～3分）、平たい形に成形。戦時中の不揃いな外観を模倣する。
4. 170℃に予熱したオーブンで45～50分焼き、表面が硬く、叩くとコンコンと音がする状態に仕上げる。
5. 冷まして固くする。数日放置すると、戦時中の固さが強調される。

### ソ連版おがくずパンの粗悪感を増す方法
戦時中の「おがくずパン」の粗悪感（硬さ、味気なさ、非食用感）をさらに強調するには、以下の工夫を施す。すべて食用素材で安全性を確保。
材料の調整 
ふすまの増量: ふすまを180gに増やし、全粒粉を30gに減らす。ふすまの苦味とザラザラ感が強まり、消化しにくい質感に。
食用セルロースの追加: セルロースを50gに増量。おがくずの「木くず感」を強調し、噛むたびに異物感が増す。
食用カオリンの増量: カオリンを15gに（ただし1回10g以下を守る）。土っぽい味と歯ごたえが強まり、「非食用」の雰囲気に。
腐敗臭の模倣: 食品グレードの酵母エキス（少量）や焦がした米ぬか（10g）を加え、戦時中の「腐った穀物」の臭いを再現。
水の削減: 水を100mlに減らし、生地をパサパサに。焼いた後の硬さと乾燥感が増す。
焼き方の変更: 160℃で60分焼き、表面を過度に乾燥させる。内部の湿っぽさと外のゴツゴツ感で、戦時中の「噛めない」質感を再現。
放置: 焼き上がりを3～5日密封せず放置。固くなり、カビ臭がわずかに発生し、収容所のパンに近い劣化感が出る（食べる前にカビ確認必須）。
見た目の粗悪化: 生地にジャガイモの皮（細かく刻んだ食用部分、10g）や乾燥雑草（食品グレードのハーブ、5g）を混ぜ、異物混入感を演出。

### 特徴と注意点
このパンは、ふすまの苦味、セルロースのザラザラ感、カオリンの土っぽい食感が特徴で、戦時中の味気なさを再現する。食用カオリンは微量（1回5g以下）に抑え、過剰摂取による便秘や腸閉塞のリスクを避ける。食用セルロースは消化されないため、少量で十分である。現代の再現では、衛生的な食品グレードの材料を使用し、戦時中の不衛生な粘土やおがくずの危険性を排除する。歴史教育や戦時食の研究において、このレシピは視覚的・体験的に理解を深める手段として用いられる。

## 他の代用食
第二次世界大戦中のソビエト連邦では、極端な食料不足下で、おがくずパン以外にも、雑草スープなど、非食用素材を用いた代用食が作られた。革スープは、レニングラード包囲戦（1941～1944年）やシベリアの捕虜収容所で、靴やベルトの革を煮込んで作られた。革は動物の皮からなり、タンパク質を含むが、消化がほぼ不可能で、栄養価は皆無に近かった。煮汁に雑草や塩を加え、わずかなカロリー（1食50～100kcal）を補給したが、消化器疾患や感染症を引き起こした。紙パルプ粥は、紙や段ボールを水で煮込み、ふすまやジャガイモの皮と混ぜたもの。レニングラードやドイツの収容所で報告され、セルロース由来の増量剤として空腹感を紛らわせたが、栄養吸収はなく、腸閉塞のリスクが高かった。これらの代用食は、生存のための最終手段であり、戦時中の極限状態を象徴する。
以下、現代版再現レシピ。
- レニングラード雑草スープ

材料（2人分）
乾燥ネトル（イラクサ、食用グレード）：20g
タンポポの葉（食用、洗浄済み）：10g
クローバーの葉（食用、洗浄済み）：10g
ジャガイモの皮（洗浄済み、細かく刻む）：20g
水：500ml
塩：小さじ1/4
（オプション）米ぬか：10g（増量と粗悪感用）
- 革スープ（再現不可）

材料: 古い靴、ベルト、革製品（牛や馬の皮）。雑草、ジャガイモの皮、塩を添加。
調理法: 革を細かく切り、長時間（数時間～1日）煮て柔らかくし、ドロドロのスープに。革の膠（コラーゲン）が溶け、わずかな粘性。
栄養価: タンパク質（コラーゲン）は消化酵素で分解困難。カロリーほぼゼロ。雑草で微量のビタミンC。
健康影響: 胃腸炎、腸閉塞、細菌感染（革の不衛生さ）。レニングラードの生存者証言では、「ゴムを噛むよう」「腹痛が続く」。
地域: ソ連（レニングラード、シベリア）、ドイツ収容所。
- 紙パルプ粥（再現不可）

材料: 新聞紙、段ボール、包装紙。ふすま、ジャガイモの皮、塩で増量。
調理法: 紙を水で煮込み、粥状に。ふすまや腐った穀物で「食べ物らしさ」を追加。
栄養価: セルロースは消化不可。カロリーゼロ。ふすまで微量のカロリー（50kcal/食）。
健康影響: 腸閉塞、消化器障害。インクや化学物質（紙の処理剤）で中毒リスク。
地域: レニングラード、ドイツ収容所。ソ連の工業都市で紙廃棄物が利用された。
- 樹皮スープ（ソ連、シベリア）

歴史的背景: レニングラードやシベリアで、白樺や松の樹皮を煮込んだスープ。微量のセルロースと樹脂で空腹を紛らわす。
材料: 食用白樺樹皮パウダー（健康食品店、10g）、ふすま20g、ジャガイモの皮10g、水500ml、塩小さじ1/4。
作り方: 材料を水で40分煮込み、薄いスープに。樹皮の渋味とふすまの苦味が特徴。
特徴: 木臭く、ほぼ味なし。カロリー50kcal/食。戦時中の「木のスープ」を再現。
- 石膏パン（ドイツ収容所、再現不可）

歴史的背景: ドイツの収容所で、ふすまに石膏や粘土を混ぜたパン。増量剤として。
材料: ふすま150g、食用カオリン10g、全粒粉50g、水130ml、重曹小さじ1/4。
作り方: 材料を混ぜ、固い生地に。170℃で50分焼き、硬く仕上げる。
特徴: カオリンの土っぽさとふすまの苦味。カロリー150kcal/個。

注意
すべて食品グレード素材を使用。非食用素材（革、紙、石膏）は厳禁。
再現食は少量で試食し、消化器への負担を避ける。

## その他

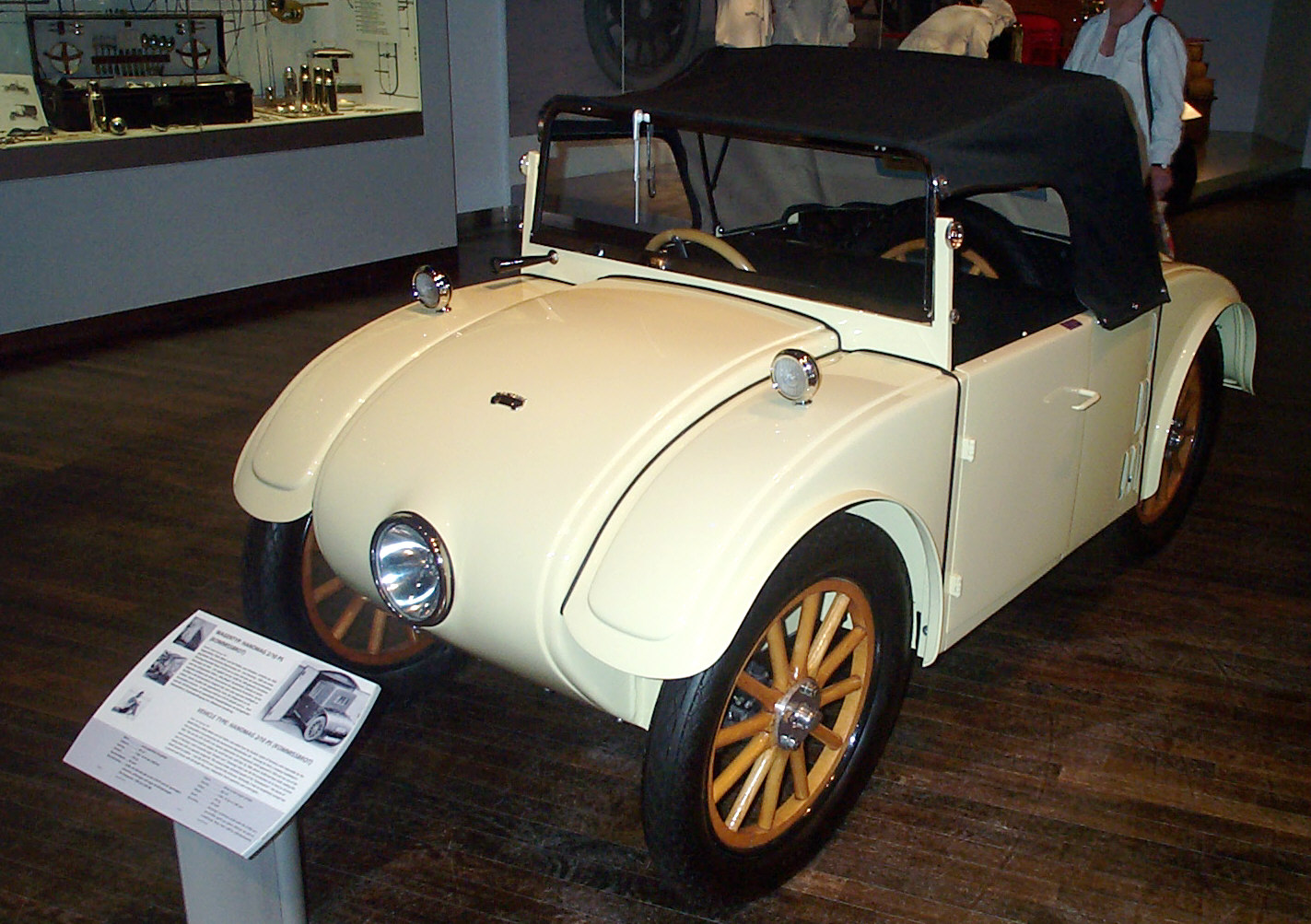
ハノマーグ 2/10 PS“コミスブロート”

1925年から1928年に製造されていた自動車のハノマーグ 2/10 PS（ハノマーグ）の愛称がコミスブロートであった。